# Petra (Georgia)

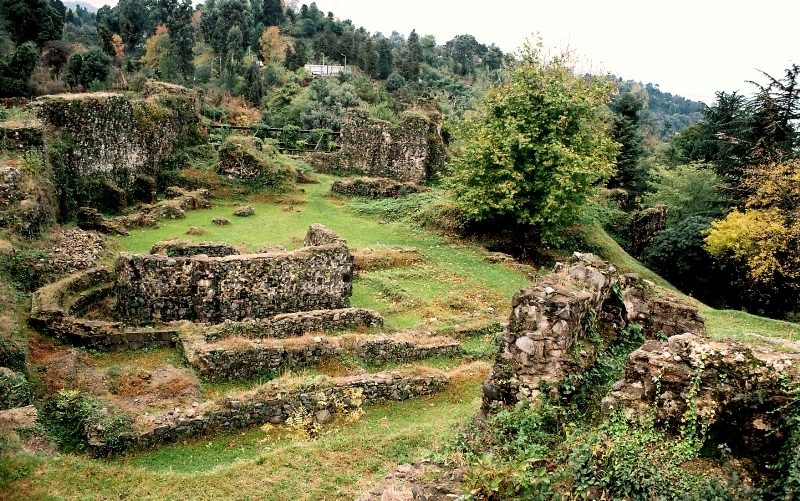
Rovine della città fortificata di Petra in Georgia

Petra (in greco Πέτρα?) era una città fortificata sulla costa orientale del Mar Nero, a Lazica, nell'attuale Georgia occidentale. Nel VI secolo, sotto l'imperatore bizantino Giustiniano I, servì come importante avamposto romano orientale nel Caucaso e, grazie alla sua posizione strategica, divenne un campo di battaglia della guerra lazica tra Roma e la Persia sasanide. Gli studiosi individuano la fortezza di Petra con un insediamento in rovina di tarda antichità al villaggio di Tsikhisdziri ad Agiaria, nella Georgia sud-occidentale.

## Fondazione
Petra è menzionata per la prima volta nelle Novellae Constitutiones dall'imperatore romano d'Oriente Giustiniano I, datate 535. Fu costruita per rafforzare l'autorità romana nel regno di Lazica, situato sulle rive sud-orientali del Mar Nero e, con l'approvazione dell'imperatore, venne chiamata in suo onore  Petra Pia Justiniana. Secondo lo storico contemporaneo Procopio, Petra fu fondata grazie agli sforzi del funzionario romano Giovanni Tzibo, che in seguito esercitò uno stretto controllo delle importazioni a Lazica e controllò l'accesso locale ai beni di lusso e al sale tanto necessario. Il nome di Petra, letteralmente "roccia" in greco, era un riferimento alla costa rocciosa e scoscesa dove fu costruita la città. La sua posizione tra il mare e le scogliere rendeva la città inaccessibile, ad eccezione di un tratto di terreno pianeggiante stretto e roccioso, difeso da una cinta muraria con due torri.

## Guerra Lazica
La monopolizzazione del commercio di Tzibo a Petra inasprì le relazioni di Roma e i lazi, il cui re, Gubazes, cercò segretamente assistenza sasanide contro Roma. Ciò causò un'invasione da parte di un esercito sasanide al comando di Cosroe I, nel 541, e vent'anni di guerra a Lazica, nel corso della quale Petra passò di mano più volte. Nel 541, Cosroe, a seguito di un iniziale assalto fallito alle fortificazioni della città, catturò Petra inviando le sue truppe attraverso un tunnel costruito segretamente e distruggendo le torri, cosa che indusse i romani a capitolare. Cosroe si appropriò delle ricchezze di Tzibo, che fu ucciso in battaglia, ma trattò con considerazione i romani della città.
Nel 548, Giustiniano inviò una forza al comando di Dagisteo, questa volta alleato con i Lazi, che erano diventati scontenti dell'egemonia sasanide, per riconquistare Petra. Gli alleati assediarono la città e sconfissero due eserciti da campo sasanidi inviati in suo aiuto, ma le successive manovre del comandante persiano Mihr-Mihroe resero insostenibili le posizioni degli assedianti. Alla fine, Dagisteo non riuscì a riprendere Petra, nel 549, e si ritirò lo stesso anno. Nel 551, un esercito romano-lazista so, al comando di Bessa, iniziò un secondo assedio. Dopo più di un anno, la città cadde e Bessa rase al suolo la fortezza della città per evitare che diventasse di nuovo un bersaglio sasanide. Tuttavia, recenti prove archeologiche a Tsikhisdziri suggeriscono che il sito sia sopravvissuto fino al VII secolo e oltre, con le mura di fortificazione rimaste in uso e ripetutamente riparate.

## Archeologia
L'opinione degli studiosi identifica Petra con un insediamento in rovina trovato nel villaggio di Tsikhisdziri, nella repubblica autonoma sud-occidentale della Georgia ad Agiaria, tra Batumi e Kobuleti. Contiene le rovine di una cittadella di 200 metri di lunghezza e 100 di larghezza situata su due vicine colline rocciose sul mare e una grande basilica a tre navate del VI secolo con un nartece, abside sporgente e pavimento a mosaico, che probabilmente era una sede episcopale. Altri edifici di quel tempo sono un bagno, una cisterna per l'acqua, diverse altre strutture, resti di un insediamento urbano e più di 300 sepolture situate nelle vicinanze. Il sito ha anche restituito diversi oggetti della tarda età del bronzo, ellenistici, romani e medievali. Le prove letterarie e archeologiche suggeriscono che Petra fosse il risultato di un'espansione giustiniana di un precedente piccolo forte romano. Il sito è iscritto nella lista dei Beni Culturali della Georgia e protetto come Riserva del Museo Archeologico e Architettonico di Tsikhisdziri – Petra.
Il primo ad aver suggerito Tsikhisdziri come località della città di epoca romana di Petra fu il patriarca greco di Gerusalemme, Dositeo II, che visitò la Georgia occidentale negli anni 1670. Questa visione è stata condivisa dai principali studiosi del XIX secolo della storia della Georgia, come Marie-Félicité Brosset e Dimitri Bakradze, e basata su una base accademica più solida da Simon Janashia nel 1949. Ci sono alcuni studiosi moderni che hanno rifiutato l'identificazione di Petra con il sito di Tsikhisdziri, come Simon Kaukhchishvili, traduttore ed editore critico delle fonti bizantine sulla Georgia, e Guram Grigolia.
La diocesi, verosimilmente una diocesi suffraganea di Fasi come elencato nell'Annuario Pontifio, non sopravvisse, ma fu nominalmente restaurata nel 1933 come sede titolare cattolica latina sotto il nome di Petra in Lazica (latino) ma rimasta vacante a febbraio 2017, senza aver avuto un solo operatore storico.